# Acquaviva delle Fonti
Acquaviva delle Fonti är en stad och comune i storstadsregionen Bari, innan 2015 provinsen Bari, i Apulien i södra Italien, 32 km söder om staden Bari.
I staden finns en katedral (Concattedrale di Sant'Eustachio di Acquaviva delle Fonti), som sedan en stiftssammanslagning 1986 är samkatedral i stiftet Altamura-Gravina-Acquaviva delle Fonti.